# السياسة الثقافية في أبو ظبي
مفهوم السياسة الثقافية في أبوظبي، هي مدينة داخل الإمارات العربية المتحدة تهدف الحكومة إلى أي مبادرة تقوم بها الإمارة إلى تحقيق أهداف ذات محتوى ثقافي معين ونسبتها ضمن إطار استراتيجي متماسك. يتمثل طموح "أبو ظبي" الأول في تطوير بنية تحتية ثقافية تسمح لها بترسيخ نفسها كنقطة مرجعية للثقافة على ثلاثة مستويات:
- محلياً، ستحافظ أبوظبي على التقاليد والتراث المحلي وتحافظ عليهما، وتروج لنفسها باعتبارها الوصي على الهوية الإماراتية والعربية الحقيقية، وموازنة التجانس الثقافي بسبب زيادة حصص المغتربين في السكان؛[2]

- على المستوى الإقليمي، يهدف التركيز على الثقافة إلى مساعدة المدينة والإمارة على التنافس ضد مراكز القوة التقليدية في العالم العربي (على سبيل المثال، مصر، لبنان، ما قبل الصراع سوريا، وما إلى ذلك) للقيام بدور قيادي في سياسة الشرق الأوسط؛[2]
- عالميًا، باعتبارها مركزًا ثقافيًا رائدًا ومركزًا للتعليم قادرًا على جذب المواهب الإبداعية الأجنبية وتنويع اقتصادها، مع التركيز بشكل خاص على قطاع الخدمات والابتكار.[1]

| اسم المؤسسة          | تكلفة البناء    | الاستثمارات الموسعة      |
| -------------------- | --------------- | ------------------------ |
| غوغنهايم             | 400 مليون دولار | 3 مليار دولار أمريكي     |
| اللوفر               | 110 مليون دولار | 562 مليون دولار          |
| متحف زايد الوطني     | /               | /                        |
| المتحف البحري        | /               | /                        |
| جامعة نيويورك أبوظبي | /               | /                        |
| السوربون أبوظبي      | /               | 435.7 مليون دولار أمريكي |
| جامعة زايد           | /               | 1,116 مليار دولار أمريكي |
| مدينة ملاهي فيراري   | /               | 2.97 مليار دولار أمريكي  |

مع أخذ هذه الأهداف في الاعتبار، استثمرت الحكومة، منذ عام 2004، قدرًا ثابتًا من الموارد في تطوير المناطق الثقافية المحلية، وتعزيز التعليم، والمشاركة في خطط واسعة النطاق للتحول الحضري ضمن الإطار المفاهيمي "للبنية التحتية الثقافية". ضمن مخطط رؤية أبوظبي 2030، فإن الهيئة الحكومية الرئيسية المسؤولة عن التنمية الثقافية في الإمارة اليوم هي دائرة الثقافة والسياحة في أبو ظبي (DCTAD).

## التاريخ
تتمتع إمارة أبوظبي بتاريخ ثقافي متنوع. منحت مستوطنات المجموعات القبلية المختلفة في عصر ما قبل التاريخ المنطقة تراثًا غنيًا من التقاليد والعادات. ومع ذلك، لم تنخرط المدينة في أي استراتيجية جدية للتنمية العمرانية حتى اكتشاف النفط عام 1962. بعد ذلك، أدى الازدهار الاقتصادي في الستينيات والسبعينيات إلى التعرض للتدفقات الأجنبية التي عرضت سلامة التراث المحلي للخطر. أدركت قيادة الإمارة منذ ذلك الحين أهمية الحفاظ على جذورها. تعتبر مبادرة الحاكم أساسية في فهم عملية صنع السياسات الثقافية في أبوظبي. تؤكد المنشورات الرسمية مثل الخطة الرئيسية لرؤية 2030 على الدور الملهم الذي لعبه الحاكم الأول لدولة الإمارات العربية المتحدة، زايد بن سلطان آل نهيان في استثمار أرباح النفط والغاز من أجل تنمية ومنفعة الإمارة وشعبها: "لقد أدرك الشيخ زايد أصول دولة الإمارات العربية المتحدة، ليس فقط نفطها، بل ثروتها الحقيقية شعبها، وتراثها، ونهجها المستدام في الحياة و الأصول الطبيعية الغنية للبحر و"رمال الصحراء الجيدة". على مر السنين، أنشأت حكومة أبوظبي العديد من المؤسسات والهيئات لتطوير هذه الرؤية.
تأسست مؤسسة أبوظبي الثقافية (ADCF) في عام 1981، وكانت منذ فترة طويلة المؤسسة البارزة في تطوير وتنفيذ البرامج الثقافية في الإمارة. على سبيل المثال، كانت ورشة الفنون تهدف إلى جعل أنشطة مثل صناعة الخزف والخط والتصوير الفوتوغرافي متاحة لعامة الناس. تتمثل المهمة المعلنة لـ مؤسسة أبوظبي الثقافية في "تعزيز الثقافة وإثراء الفكر الفكري وتشجيع الفنون الجميلة وإبراز التراث الثقافي الوطني والعربي والإسلامي". عندما توفي الشيخ زايد في عام 2004، تولى ابنه الشيخ خليفة السلطة وأُعيد تعريف الطموحات الثقافية للإمارة في عام 2004. النطاق، مع تحول أبوظبي إلى لاعب عالمي حقيقي: أعلن أن "أبو ظبي ستصبح مركزًا ثقافيًا عالميًا للشرق الأوسط على قدم المساواة مع الأفضل في العالم". طورت استراتيجية إدارة التراث الثقافي في أبوظبي بالتعاون مع اليونسكو للتحقيق في الأمر. القضايا الحاسمة وتصميم الاستجابات السياسية المثلى على مدى خمس سنوات. ونتيجة لهذه الدراسات، في عام 2005، تولت عمليات ADCF من قبل هيئة أبوظبي للثقافة والتراث، والتي إنشئت بهدف تنسيق تخطيط وإدارة العديد من الجهود الثقافية: التعليم والإعلام والأدب والفنون والمواقع الأثرية والبحوث والتراث غير المادي والتقاليد الشفهية والطبيعية منظر جمالي. وتضم العديد من المؤسسات الثقافية مثل مكتبة أبوظبي الوطنية، والأرشيف الوطني أبوظبي، ومتحف العين الوطني، والمسح الأثري لجزر أبوظبي. تأسست شركة شقيقة، هي هيئة أبوظبي للسياحة (ADTA) في عام 2004 لتعزيز وتطوير قطاع السياحة في الإمارة.

## الإطار المؤسسي
وفي مواجهة نهج عدم التدخل الذي تتبناه الدول المجاورة لدبي، والذي يسمح بمرونة أكبر في المبادرات الخاصة، لا تزال أبو ظبي تتبنى سياسة التخطيط من أعلى إلى أسفل والإطار المؤسسي، المنبثق المباشر للمبادرة الخاصة. تعد الحكومة والأسرة الحاكمة عنصرًا أساسيًا في السياسة الثقافية للإمارة. يرأس دائمًا أفراد من الأسرة الحاكمة المؤسسات الحكومية والهيئات الاستشارية وصناديق التمويل، كما أن المشاورات مع السكان المحليين نادرة. تؤدي الهيئات التالية اليوم دورًا حاسمًا في صنع السياسات الثقافية في أبوظبي:

### هيئة أبوظبي للسياحة والثقافة (TCA)
تأسست هذه "الوكالة الكبرى"ويطلق عليها دائرة الثقافة والسياحة (أبو ظبي) في فبراير 2012 من قبل الشيخ خليفة بن زايد آل نهيان، رئيس أبوظبي، وتجمع بين السلطات القائمة المعنية بالسياحة والثقافة والتراث وتحتفظ بجميع الأصول والتفويضات والموظفين في المنظمات السابقة.
مهمة: تتمثل مهمتها المعلنة في "الترويج لتراث وثقافة وتقاليد إمارة أبوظبي في جميع أنحاء العالم، لدعم تطور الإمارة إلى وجهة مستدامة عالمية المستوى تقدم مساهمة فريدة في المشهد الثقافي العالمي مع الحفاظ على طابعها الفريد والنظام البيئي".
التفويض الثقافي:يرتبط تفويضها بشكل مباشر بـ الخطة الرئيسية لرؤية أبو ظبي 2030، والتي تملي مبادئ توجيهية لصنع السياسات وتوفر إطارًا استراتيجيًا متماسكًا يجب من خلاله تفسير السياسة الثقافية في أبو ظبي.

### شركة التنمية والاستثمار السياحي (TDIC)
تأسست شركة التطوير والاستثمار السياحي في عام 2006، وهي شركة مساهمة عامة مستقلة تعتبر هيئة السياحة التركية المساهم الوحيد فيها. وتشارك بشكل مباشر في تطوير مشروع جزيرة السعديات من خلال إدارة العقارات وحقوق الملكية في الجزيرة، وتخصيصها لمستثمرين من القطاع الخاص وضمان تطوير المواقع وفقًا للوائح وإرشادات المخطط الرئيسي.

### مجلس أبوظبي للتنمية الاقتصادية (ADCED) ومجلس التخطيط العمراني (UPC)
بنى مجلس أبوظبي للتنمية الاقتصادية (ADCED) ومجلس التخطيط العمراني (UPC) على التوالي في عامي 2007 و2006، وهما وكالتان حكوميتان مسؤولتان عن تخطيط استراتيجيات التنمية الحضرية وعن تقديم السياسة الاقتصادية الاستشارية في ابو دبي. وتتعاون الوكالات في ظل الدور التكاملي الذي تلعبه في تطورات الإمارة. وتضمن شراكتهم استكمال رؤية الحكومة طويلة المدى بنجاح، من خلال دمج المعرفة لإرشاد صناع السياسات في تحديد السياسات والخطط والمخططات الفردية التي تمثل الجوانب المتعددة التخصصات الكامنة وراء السعي لتحقيق مستقبل مستدام حقيقي لإمارة أبوظبي. وأسفرت أعمالهم عن تحديد ونشر الخطة الرئيسية رؤية أبوظبي 2030، وهي الوثيقة الأكثر إلهامًا وراء صنع السياسات الثقافية في الإمارة.

## الخطة الرئيسية لرؤية أبوظبي 2030
تندرج "السياسة الثقافية في أبوظبي" إلى حد كبير ضمن ما يسمى "الخطة الرئيسية لرؤية أبوظبي 2030". الخطة عبارة عن مجموعة شاملة من السياسات الإستراتيجية لتنمية الإمارة خلال العشرين عامًا القادمة، وقد رعاها منذ عام 2006 صاحب السمو الشيخ خليفة بن زايد آل نهيان، رئيس دولة الإمارات العربية المتحدة وحاكم أبوظبي والشيخ محمد بن زايد آل نهيان، ولي عهد أبوظبي ونائب القائد الأعلى للقوات المسلحة الإماراتية. وتهدف الخطة إلى تنسيق الجهود السياسية بين كافة أجهزة وسلطات حكومة الإمارة. وتعتمد على ركيزتين أساسيتين: رؤية أبوظبي الاقتصادية 2030 ورؤية أبوظبي للتخطيط العمراني 2030. وتشكل الثقافة مقدمة هامة لكلتا الخطتين.

### الرؤية الاقتصادية 2030
تم وضع الخطوط العريضة لـ رؤية أبوظبي الاقتصادية 2030 من قبل مجلس أبوظبي للتنمية الاقتصادية (ADCED) وهدفها المعلن الأول هو تعزيز "أبوظبي كمدينة مستدامة ومتنوعة وعالية القيمة". اقتصاد إضافي يشجع المؤسسات وريادة الأعمال ويندمج بشكل جيد في الاقتصاد العالمي مما يؤدي إلى فرص أفضل للجميع".

### رؤية التخطيط العمراني 2030
تتناول "رؤية أبوظبي للتخطيط العمراني 2030" التحديات الجديدة الناجمة عن التحولات الديموغرافية في الإمارة بهدف "وضع خطط وسياسات عمرانية لجعل إمارة أبوظبي العاصمة العربية الرائدة عالميًا في القرن الحادي والعشرين وضمان وجود عوامل مثل يتم دمج الاستدامة وقدرات البنية التحتية والنمو الاقتصادي والتخطيط المجتمعي لتوفير حياة عالية الجودة للجميع. الجهة الرئيسية المسؤولة عن تنفيذه هي مجلس أبوظبي للتخطيط العمراني.

### التقديرات
وعلى وجه الخصوص، وضحت المبادئ التوجيهية المفاهيمية التي تقوم عليها الخطة الرئيسية لرؤية 2030 في استدامة. صممت "استدامة" في الأصل عام 2008 من قبل اتحاد الوطنيين الكونغوليين كبرنامج سياسي، وهو ما يعني "الاستدامة" باللغة العربية، ومنذ ذلك الحين أصبح رؤية ملهمة للحكم السياسي. تهدف إلى تحقيق مجتمع أكثر توازناً وتعزيز رفاهية الأجيال القادمة، وترتكز على أربع ركائز رئيسية: الاستدامة الاقتصادية والبيئية والاجتماعية والثقافية.

## الأهداف طويلة المدى للسياسة الثقافية
فيما يلي المسارات الرئيسية لتطوير عملية صنع السياسات الثقافية في أبوظبي. ويمكن إرجاع أهدافها جميعها إلى رؤية الاستدامة المتضمنة في برنامج استدامة.

### الاستدامة الاقتصادية: التنويع من خلال السياحة
وفي الواقع، فإن «السياسة الثقافية في أبو ظبي» تعمل على تحقيق أهداف مختلفة. وربما يكون التنويع الاقتصادي ذا أهمية قصوى فيما بينها جميعا. في صياغة خطة سياسة الرؤية الاقتصادية 2030: "تنويع اقتصاد الإمارة بعيدًا عن النفط مع تطوير خطط طموحة لتصبح عاصمة مستدامة حقًا على مستوى عالمي". يمثل حوالي 87% من أراضي دولة الإمارات العربية المتحدة وتمثل ما يقدر بنحو 90% من إجمالي صادراتها النفطية (10% من احتياطيات حقول النفط المعروفة في العالم)، أبو ظبي ليست فقط الأكبر في دولة الإمارات العربية المتحدة، ولكنها أيضًا أغنىها. والواقع أن مواردها الطبيعية منحتها عوائد ثابتة على مر السنين.
واليوم، يتمتع صندوق الثروة السيادي في أبو ظبي، جهاز أبو ظبي للاستثمار (ADIA)، بأعلى رسملة في العالم وتقدر بحوالي 300 إلى 875 مليار دولار. على الرغم من ومع ازدهارها، تواجه الإمارة بشكل متزايد قضايا استدامة اقتصادها الوطني. يعتبر النفط مورداً قابلاً للتلف: فقد استنفدت دبي المجاورة بالفعل احتياطياتها واضطرت إلى اتباع استراتيجيات التنويع عالية المخاطر وسريعة المسار مع تراجع الصناعات المرتبطة بالنفط تدريجياً. علاوة على ذلك، النفط مورد قابل للتلف. وتتعرض الاقتصادات المعتمدة بشدة لتقلبات أسعار النفط العالمية. وكان التحوط ضد مخاطر الضغوط الهبوطية غير المتوقعة قوة دافعة مهمة أخرى وراء التنويع في القطاعات الصناعية والخدمية غير النفطية. وفي هذا الصدد، تهدف السياسة الثقافية إلى استدامة صناعة السياحة المتنامية في أبو ظبي من خلال الاستفادة من التراث الثقافي والطبيعي الموجود وكذلك من خلال تطوير عروض ومناطق جذب جديدة للجولات العالمية.

### الاستدامة الاجتماعية: الصفقة الحاكمة
مع تنوع الاقتصاد وانفتاحه على بيئة عالمية من خلال الانفتاح على الاستثمارات الأجنبية المباشرة وزيادة ملكية الأجانب للأراضي ورأس المال، فإن توازنات الهوية الثقافية والدينية والوطنية تزعزع وتهدد الضمان الاجتماعي والاستقرار السياسي. لقد جادل الكثيرون بأن السلطة السياسية في الممالك الدستورية في الإمارات العربية المتحدة تعتمد على "صفقة الحكم" مع السكان المحليين، أي توازن دقيق بين عناصر الشرعية بشكل صارم. تعتمد على الثقافة المحلية والدين، وكذلك على كيفية إعادة توزيع الثروة داخل الدولة. وبقدر ما يؤدي التنويع الاقتصادي والعولمة والتحضر إلى الإخلال بهذا التوازن، فإن الحكام لديهم مصلحة في الاستثمار في الحفاظ على ما يعتبر مصدرًا مهمًا لقوتهم. وفي هذا الصدد، من الأهمية بمكان ضمان عدم تآكل الثقافة والتقاليد المحلية. وتعزز الاستثمارات في هذا المجال النسيج الاجتماعي وتحافظ على الروابط بين السكان وبيئتهم وتاريخهم.

### الاستدامة الثقافية: أبوظبي عاصمة عربية أصيلة
إن تطوير الثقافة المحلية واستدامتها لا يقتصر فقط على الحفاظ على السلطة السياسية المحلية وضمان نسيج اجتماعي مستقر، بل إنه من الأهمية بمكان أن تعبر الإمارة بشكل كامل عن دورها كعاصمة لدولة الإمارات العربية المتحدة، مقر الحكومة الوطنية: أبوظبي. عاصمة عربية أصيلة فيالمستقبل القادم. قدم هذا الطموح بشكل أكثر وضوحًا في خطة أبوظبي عاصمة 2030. من خلال الاستثمار في الحفاظ على تراثها وعاداتها الفريدة، فضلاً عن التشكيك في دور تقاليدها في سياق عالمي، يكشف حكام أبو ظبي عن تصميمهم على متابعة دور أكثر تطلبًا للإمارة في السياسة الإقليمية والعالمية.
إن ممارسة الرؤية طويلة المدى والتفكير الجانبي جزء لا يتجزأ من محاولة تطوير المرونة الثقافية المطلوبة لدمج التقاليد مع طرق المعيشة الجديدة الناشئة، وكذلك لتعزيز قيم التنوع والانفتاح الدولي في المجتمع. الهدف هو الترويج لأبو ظبي كعاصمة عالمية حقيقية ومركز ثقافي عالمي ونقطة مرجعية لسياسة الشرق الأوسط. علاوة على ذلك، تعد زيادة الاستثمارات في التعليم والقطاع الإبداعي جزءًا من محاولة أكبر للحفاظ على تنمية رأس المال البشري والثقافي (أي المعرفة والمهارات والعلاقات المحلية والعادات) من أجل إنشاء اقتصاد مستدام قائم على المعرفة قادر على مواجهة التحديات التي تفرضها البيئة العالمية اليوم. أطلق بعض المعلقين على هذا النهج اسم "التنوير الثقافي".

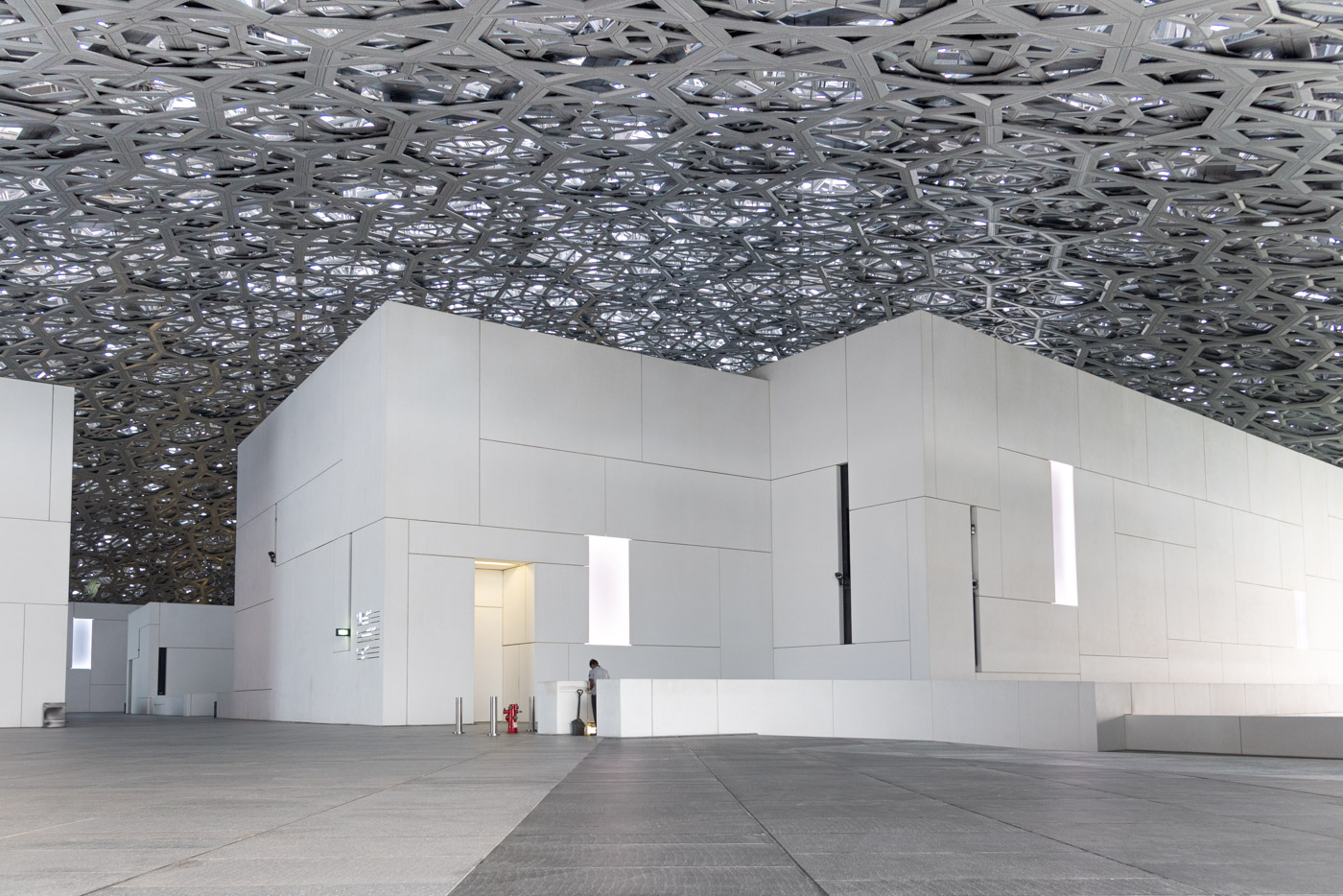
اللوفر أبو ظبي

## الأحداث والمشاريع والتطورات الجارية
وتعدد القائمة التالية أبرز الفعاليات أو المؤسسات أو المشاريع الفنية والثقافية التي تقام أو يجري تطويرها حالياً في إطار الحياة الثقافية في أبوظبي.

### جزيرة السعديات
ربما تمثل جزيرة السعديات، والتي تُترجم حرفياً إلى "جزيرة السعادة"، المبادرة الأكثر أهمية وطموحاً ضمن السياسة الثقافية للإمارة. ويهدف مشروع السعديات، الذي طورته شركة التطوير والاستثمار السياحي، إلى إنشاء منطقة ثقافية للإمارة. و تستضيف المتاحف والمؤسسات التالية:
- غاغينهايم أبو ظبي
- اللوفر أبو ظبي
- مركز الفنون المسرحية
- متحف زايد الوطني
- المتحف البحري

وفي إطار السياسة الثقافية لإمارة أبوظبي، سيحقق المشروع هدفين رئيسيين. ومن الناحية السياسية، سيكون وظيفياً لـ "التنوير الثقافي" في الإمارة؛ اقتصاديًا، ومن منظور ربحي إلى حد ما، سيسمح بالتنويع في السياحة الثقافية.

### المتاحف الرئيسية والمعالم الثقافية
- قلب التراث
- متحف العين الوطني
- متحف قصر العين
- قلعة الجاهلي
- قرية التراث
- مكتبة جامع الشيخ زايد الكبير
- مركز زايد
- قلعة المقطع
- مركز سلوقي
- مركز القطارة للفنون
- حديقة هيلي الأثرية
- مدينة ملاهي التراث
- مركز المعراج الإسلامي
- المنارات
- جناح دولة الإمارات العربية المتحدة
- الموقع الأثري في صير بني ياس

### المعارض الفنية الخاصة
- جاليري سلوى زيدان
- معرض الغاف
- جاليري بركات
- مركز أبوظبي للفنون
- المعرض الحقيقي

### المهرجانات والمعارض الرئيسية
- مهرجان أبوظبي
- معرض أبو ظبي الفني
- معرض أبو ظبي الدولي للكتاب
- مهرجان أبوظبي السينمائي
- تروبفيست أرابيا مهرجان الأفلام القصيرة
- أبو ظبي كلاسيكس
- مهرجان أم الوطن

### التعليم
كجزء من تخطيط سياستها الثقافية، وقعت حكومة أبوظبي مؤخرًا اتفاقيات مع أفضل الجامعات وكليات إدارة الأعمال حول العالم بهدف جذب وتعزيز الطلاب والباحثين والمهنيين المستقبليين في مجال الثقافة. تستضيف الإمارة، من بين مؤسسات أخرى، مؤسسات التعليم العالي التالية: جامعة نيويورك أبوظبي، جامعة باريس السوربون أبو ظبي، إنسياد، أكاديمية نيويورك للأفلام.

## الخلافات والتحديات المستقبلية
كان العديد من المعلقين متشككين بشأن طموحات سياسة أبو ظبي الثقافية. وقد أثيرت الانتقادات التالية:
- التسليع الثقافي والاستعمار. قد جادل بعض النقاد بأن السياسة الثقافية في أبو ظبي تمثل مثالاً للتحول النموذجي في فهمنا للثقافة اليوم، أي أنها حمراء.تعريفها كسلعة ضمن بيئة أعمال تجارية وعابرة للحدود الوطنية.[1] بمعنى آخر، وكما يقول النقاد، فإن الإمارة لا تستثمر بشكل كافٍ في تطوير ثقافة محلية حقيقية، ولكنها ببساطة تشتري، أو بالأحرى، تستأجر حزمة ثقافية "جاهزة" من المؤسسات الغربية مثل اللوفر أبو ظبي أوغاغينهايم أبو ظبي.[21] ومن خلال القيام بذلك، علاوة على ذلك، فهو يكرر طوعًا ديناميكية الاستعمار ويستسلم للتأثيرات الغربية.[22] إلا أن مؤرخ الفن بولين يشكك في وجهة النظر الأخيرة هذه. ويرى أن هذه التطورات لا يتم فرضها على الحكام، بل يمكن أن تكون استراتيجية تهدف إلى جذب أفضل الممارسات على أمل انتشار المعرفة. ومع ذلك، يواصل، فإن الديناميكية تقدم بالفعل شكلاً جديدًا من الهيمنة: سيطرة المال على الثقافة. يتم استثمار الموارد المالية في الثقافة وظيفيًا للحصول على الهيمنة في السياق الإقليمي.[23] بتاريخ ومن ناحية أخرى، فإن المدير السابق لمتحف متحف سولومون غاغينهايم توماس كرينس لا يتفق مع هذا الرأي. ومن وجهة نظره، فإن مشاريع مثل جزيرة السعديات لا تتعلق بـ "تصدير سلعة" أو "إنشاء امتياز" بل تهدف إلى إقامة تواصل وتفاعل وتعاون، وذلك لتعزيز الابتكار والمواهب المحلية.[1]
- لا تزال أبو ظبي تتبنى نهجاً محافظاً تجاه الثقافة ولا تشجع على إجراء نقاش مفتوح حقاً أو بحث مبتكر في مجال الفنون.[21] الرقابة ولا تزال النزعة المحافظة ذات الدوافع الدينية تمثل تحديات كبيرة للحرية الفنية والإبداع في بلد إسلامي.
- لن تتمكن الإمارة من النجاح في تطوير أو جذب الجمهور المستقبلي لعروضها الثقافية،[21] لأنها تفتقر إلى مشهد فني مستقل، والذي لا يمكن فرضه بسهولة من أعلى إلى أسفل.[1][23][24] السؤال الذي يطرحه البعض، ما إذا كان "حقًا يمكن أن تترسخ الثقافة المحلية في مجتمع تهيمن عليه المادية المتفشية".
- في إطار تطوير مشروع جزيرة السعديات، قدمت هيومن رايتس ووتش تقريرًا في عام 2009 أعلنت فيه أن حكومة الإمارات العربية المتحدة أساءت إلى العمال المهاجرين ولم تضمن حماية الحقوق الأساسية.[25]

## روابط خارجية
- الموقع الإلكتروني لهيئة أبوظبي للسياحة والثقافة
- موقع هيئة أبوظبي للسياحة
- الموقع الإلكتروني لرؤية أبوظبي 2030